# Mistrzostwa Świata w Żeglarstwie Lodowym 2014
41. Mistrzostwa Świata w Żeglarstwie Lodowym 2014 w klasie DN odbyły się w Estonii na Morzu Bałtyckim, koło miejscowości Haapsalu w dniach 2 marca - 5 marca 2014 roku. W zawodach wystartowało 160 żeglarzy z 17 krajów w tym 33 Polaków.
Zwyciężył po raz ósmy w swojej karierze Karol Jabłoński, srebrny medal wywalczył Michał Burczyński, a brązowy Tomasz Zakrzewski. Polacy po raz drugi zajęli całe podium, poprzednio wywalczyli je w 2010 roku. Wyrównali tym samym wynik Rosjan (1980 i 1984) oraz Amerykanów (1975 i 1991).
Pierwszego dwa dnia regat to nerwowe oczekiwanie na poprawę pogody. Pierwszego dnia rozegrano tylko jeden bieg Floty C, który z powodu protestów zawodników został unieważniony. Dzień drugi to kolejny dzień czekania na podniesienie się mgły.
Trzeciego dnia przy wietrze 1,5 -6 m/s zostało rozegranie 7 wyścigów, odpowiednio 3 dla Złotej floty i po dwa dla Srebrnej i Brązowej.
Dzień czwarty pozwolił na rozegranie 4 zaplanowanych wyścigów dla Złotej i Brązowej floty oraz 3 dla Srebrnej. Dzięki temu rozegrano wszystkie zaplanowane 7 wyścigów dla Złotej floty.

## Wyniki
| Miejsce | Zawodnik          | Numer | Punkty |
| ------- | ----------------- | ----- | ------ |
|         | Karol Jabłoński   | P-36  | 17,00  |
|         | Michał Burczyński | P-114 | 34,00  |
|         | Tomasz Zakrzewski | P-55  | 42,00  |

## Pozostałe miejsca Polaków - Flota Złota
| Miejsce | Zawodnik          | Numer | Punkty |
| ------- | ----------------- | ----- | ------ |
| 7       | Maciej Żarnowski  | P-338 | 56,00  |
| 13      | Robert Graczyk    | P-31  | 56,00  |
| 15      | Łukasz Zakrzewski | P-155 | 99,00  |
| 22      | Dariusz Kardaś    | P-13  | 114,00 |
| 23      | Rafał Sielicki    | P-254 | 116,00 |
| 29      | Jerzy Radzki      | P-431 | 144,00 |
| 30      | Jerzy Taber       | P-74  | 148,00 |
| 32      | Marek Stefaniuk   | P-107 | 162,00 |
| 38      | Adam Baranowski   | P-235 | 196,00 |
| 46      | Marek Bernat      | P-65  | 238,00 |

## Miejsca Polaków - Flota Srebrna
| Miejsce | Zawodnik            | Numer | Punkty |
| ------- | ------------------- | ----- | ------ |
| 3       | Adam Szczęsny       | P-243 | 19,00  |
| 9       | Wojciech Baranowski | P-104 | 54,00  |
| 10      | Wojciech Worek      | P-311 | 55,00  |
| 11      | Maciej Brosz        | P-247 | 65,00  |
| 13      | Stefan Schleifer    | P-402 | 73,00  |
| 30      | Ryszard Szumowski   | P-134 | 130,00 |
| 31      | Jerzy Najdrowski    | P-24  | 132,00 |
| 54      | Jerzy Henke         | P-58  | 253,00 |
| 56      | Leszek Ziółkowski   | P-71  | 272,00 |

## Miejsca Polaków - Flota Brązowa
| Miejsce | Zawodnik             | Numer | Punkty |
| ------- | -------------------- | ----- | ------ |
| 1       | Jarosław Miarczyński | P-355 | 15,00  |
| 2       | Roger Rowecki        | P-251 | 17,00  |
| 6       | Jerzy Sukow          | P-345 | 43,00  |
| 17      | Andrzej Dalecki      | P-180 | 79,00  |
| 22      | Mirosław Kisly       | P-208 | 113,00 |
| 27      | Grzegorz Penkala     | P-327 | 123,00 |
| 40      | Michał Jaworski      | P-14  | 152,00 |
| 42      | Paweł Matejak        | P-54  | 175,00 |
| 43      | Krzysztof Prot       | P-442 | 186,00 |
| 44      | Janusz Taber         | P-44  | 204,00 |
| 48      | Piotr Szafranek      | P-96  | 225,00 |